# Эстонские зелёные
Eesti Rohelised (ER) была эстонской партией, основанной 9 декабря 1991 года, когда объединились Eesti Roheline Partei и Eesti Roheline Erakond. Её председателем с момента создания до 16 января 1995 являлся Юри Лийм, затем до 21 мая 1998 должность принадлежала Юри Мартину.
Партия принимала участие в работе Федерации европейских партий зелёных.
В 1995-м партия раскололась: одна половина, во главе которой был Юри Лийм, поддерживала национальную и правую политику, но была против избирательного союза с Эстонской роялистской партией. Вторая группа, лидером которой был Юри Мартин, следовала скорее левым принципам зелёных.
На выборах в Рийгикогу 1995 года Зелёные Эстонии всё-таки приняли участие как избирательный союз Neljas Jõud, сформированный вместе с представителями Партии роялистов, которая не получила избирательной квоты в парламент.
21 мая 1998 зелёные потеряли 1000 зарегистрированных членов. Ни с одной из партий объединиться не удалось, однако многие представители партии, желавшие продолжать участие в политике, в связи с ликвидацией партии зелёных перешли в Центристскую.